# Cobian Backup
Cobian Backup es un programa multitarea capaz de crear copias de seguridad en un equipo, en una red local o incluso en/desde un servidor FTP. También soporta SSL. Se ejecuta sobre Windows y uno de sus grandes fuertes es que consume muy pocos recursos y puede estar funcionando en segundo plano.
Cada tarea de respaldo que se le asigne puede ejecutarse en el momento, diaria, semanal, mensual o anualmente, o en un tiempo especificado. Hace copias completas, incrementales y diferenciales.
Soporta compresión ZIP, Zip64 o SQX. Además ofrece la opción de proteger todas las funciones del programa por contraseña.
Existe la opción de cifrar sus ficheros usando 4 métodos diferentes de cifrado fuerte: RSA-Rijndael (1024-256-bits), Blowfish (128-bits), Rijndael (128-bits) o DES (64-bits).
También pueden definir eventos disparados antes o después de la copia, como por ejemplo provocar el cierre de un determinado programa que utilice un fichero que se va a copiar y hacer que una vez finalizada la copia se vuelva a iniciar.
Más allá del backup, Cobian Backup puede utilizarse como programador de tareas, ejecutando determinadas aplicaciones cuando se desee.

## Historia y Desarrollo
Cobian Backup fue creado por Luis Cobián como freeware de código cerrado. Desarrolla como programador único las primeras cuatro versiones, de la 1 a la 4. Al comienzo de la quinta versión, decide abrir el código y ponerlo a disposición de la comunidad, puesto que quería invertir su tiempo en el desarrollo de otros proyectos.
La vida de Cobian Backup 5 fue muy corta debido a la falta de interés de la comunidad por él. Esto provocó que volviera a cerrar el código.
Las versiones 6, 7 y 8 fueron de nuevo cerradas. Al finalizar la 8, su creador volvió a necesitar tiempo, esta vez para dedicarlo a su familia, así que abrió el código de nuevo, para que la comunidad pudiera trabajar en él y darle continuidad.
Cobian Backup 8 es OpenSource desde febrero de 2007.
Cobian Backup se encuentra en la versión 11 (11.2.0.582) denominada Gravity. Actualmente pertenece a James Sweeney.
Tras ser vendido por su creador para financiar golpes de estado en países del Este como Ucrania.

## Estado de Cobian Backup (diciembre de 2017)
Cobian Backup se encuentra en la versión 11 (11.2.0.582).
Desde la versión 10, Cobian Backup incluye nuevas características como Volume Shadow Copies, FTP con soporte UTF-8 y Unicode, nuevos métodos de compresión (como 7z) y compresión de ficheros individuales. La versión 11 introdujo encriptación AES, tareas con grupos, un mejorado gestor remoto, nuevos parámetros, etc.
Funciona en sistemas operativos Windows de 32 y 64 bits (Windows XP, Windows Vista, Windows 7, Windows 8, Windows 10, Windows Server 2003, Windows Server 2008, Windows Server 2012, Windows Server 2012 R2).
Aparentemente, la versión 12 de Cobian Backup podría llamarse Chanterelle, pero su nuevo propietario no ha dado más información al respecto.
El 12 de febrero de 2021 Luis Cobian anunció el inicio del desarrollo de Cobian Reflector, un programa sucesor de Cobian Backup.

## Radiografía
Las cifras mostradas en la siguiente tabla han sido recopiladas haciendo uso de SLOCCount. Siguiendo el modelo COCOMO se han obtenido los datos de estimación de coste, esfuerzo y tiempo de ejecución para tener una visión global de la magnitud del proyecto.
| Página web                                       | http://www.cobian.se                 |
| Apertura de código                               | Febrero de 2007                      |
| Licencia                                         | Mozilla Public License 1.1 (MPL 1.1) |
| Versión actual                                   | 10.1.1.816                           |
| Líneas de código fuente                          | 40.501                               |
| Número de desarrolladores                        | 5                                    |
| Estimación tiempo ejecución                      | 1.27 años (15.27 meses)              |
| Estimación esfuerzo                              | 9,77 personas/año - 116,96 p/mes     |
| Estimación número de desarrolladores en paralelo | 7,66                                 |
| Estimación de coste                              | $1.316.681                           |

Cabe destacar que el proyecto ha sido construido íntegramente en Pascal (siendo más exactos en Object Pascal de Delphi), desde la versión 9.5 algunas partes fueron escritas en C#. Está alojado en SourceForge y cuenta con SVN como sistema de control de versiones.
| Lenguaje de programación | Líneas de código | %      |
| ------------------------ | ---------------- | ------ |
| Pascal                   | 40.501           | 100,00 |